# Ottawa Senators
Ottawa Senators er et professionelt ishockeyhold der spiller i den bedste nordamerikanske række NHL. Klubben spiller sine hjemmekampe i Canadian Tire Centre i Ottawa, Ontario, Canada. Klubben blev stiftet i 1992 og skal ikke forveksles med det Ottawa Senators-hold der eksisterede fra 1893-1934. 
I de første år var klubben en af ligens dårligste klubber. Men de sidste 10 år har klubben været en af ligaens bedste. Daniel Alfredsson, Dany Heatley og Jason Spezza er blandt de bedste forwards i NHL. Klubbens største rivaliserende klub er Toronto Maple Leafs, som fire gange har elimineret Ottawa Senators i slutspillet om Stanley Cuppen. Klubben var i sin første Stanley Cup-finale i 2007, her tabte man til Anaheim Ducks med 4-1 i kampe.

## Nuværende spillertrup
Pr. 6. september 2008.
Målmænd
- 29  Martin Gerber
- ??  Pascal Leclaire

Backer
- 2  Luke Richardson
- 4  Chris Phillips – A
- 5  Christoph Schubert*
- 24  Anton Volchenkov
- 55  Brian Lee
- ??  Alexandre R. Picard
- ??  Filip Kuba

Forwards
- 10  Shean Donovan
- 11  Daniel Alfredsson – C
- 12  Mike Fisher
- 15  Dany Heatley**
- 18  Jesse Winchester
- 19  Jason Spezza
- 20  Antoine Vermette
- 22  Chris Kelly
- 25  Chris Neil
- 27  Randy Robitaille
- 37  Dean McAmmond
- 58  Cody Bass
- 98  Martin Lapointe
- ??  Jarkko Ruutu
- ??  Ryan Shannon
- 27  Alexei Kovalev
- 13  Mikkel Bødker

* Christoph Schubert spiller både back og forward, sommetider i samme kamp.

** Bemærk at Dany Heatley er født i Tyskland men er canadisk statsborger.

## Danske spillere
- Peter Regin er draftet af Ottawa Senators i 2004 og underskrev i sommeren 2008 en kontrakt med Ottawa. Regins hidtidige klub Timrå IK i den svenske Eliteserie mener at have krav på kompensation og overgangen til NHL er derfor gået i hårdknude idet Ottawa ikke mener at Timrå kan kræve kompensation idet Regins kontrakt med Timrå var udløbet, samt at der fra udgangen af sæsonen 2007-08 ikke er nogen gældende transferaftale mellem NHL og de europæiske ishockeynationer.

- Mikkel Bødker

- Lars Eller

## 'Fredede' numre
- 8 Frank Finnigan, RW, 1923-31 & 1932-34 (fra det oprindelige Ottawa Senators-hold), nummer fredet 8. oktober, 1992.
- 99 Wayne Gretzky Nummer fredet i hele NHL 6. februar, 2000.